# Relaciones Israel-Uruguay
Las relaciones Israel–Uruguay se refieren a relaciones internacionales entre el Estado de Israel y la República Oriental del Uruguay. Las relaciones diplomáticas se establecieron el 19 de mayo de 1948, fecha en la que Uruguay se convirtió en el primer país de América del Sur y el cuarto en el mundo en reconocer al Estado de Israel.

## Historia
En el año 1920, el entonces ministro de Relaciones Exteriores Alberto Guani sirvió como representante de Uruguay en la Conferencia de San Remo, manifestándose allí a favor de la creación de un Estado judío en la región de Palestina. El 7 de julio de 1944 se creó el «Comité Uruguayo Pro-Palestina Hebrea» (CUPP), una organización fundada por personalidades liberales que, en coordinación con la Agencia Judía y el Comité Central Israelita del Uruguay, apoyaba política y públicamente la causa. Entre sus primeros miembros se encontraban académicos, políticos e intelectuales como Carlos Sabat Ercasty, Hugo Fernández Artucio y José Pedro Cardoso (ambos del Partido Socialista), así como Héctor Payssé Reyes.
En mayo de 1947, Uruguay fue uno de los once países que integraron el Comité Especial de Naciones Unidas para Palestina, creado por la Asamblea General de las Naciones Unidas. La delegación uruguaya estuvo compuesta por Enrique Rodríguez Fabregat como representante, Óscar Secco Ellauri como suplente, y Edmundo Sisto como secretario. El 29 de noviembre de 1947, Uruguay votó a favor de la Resolución 181, que dividía el Mandato británico de Palestina en dos Estados.

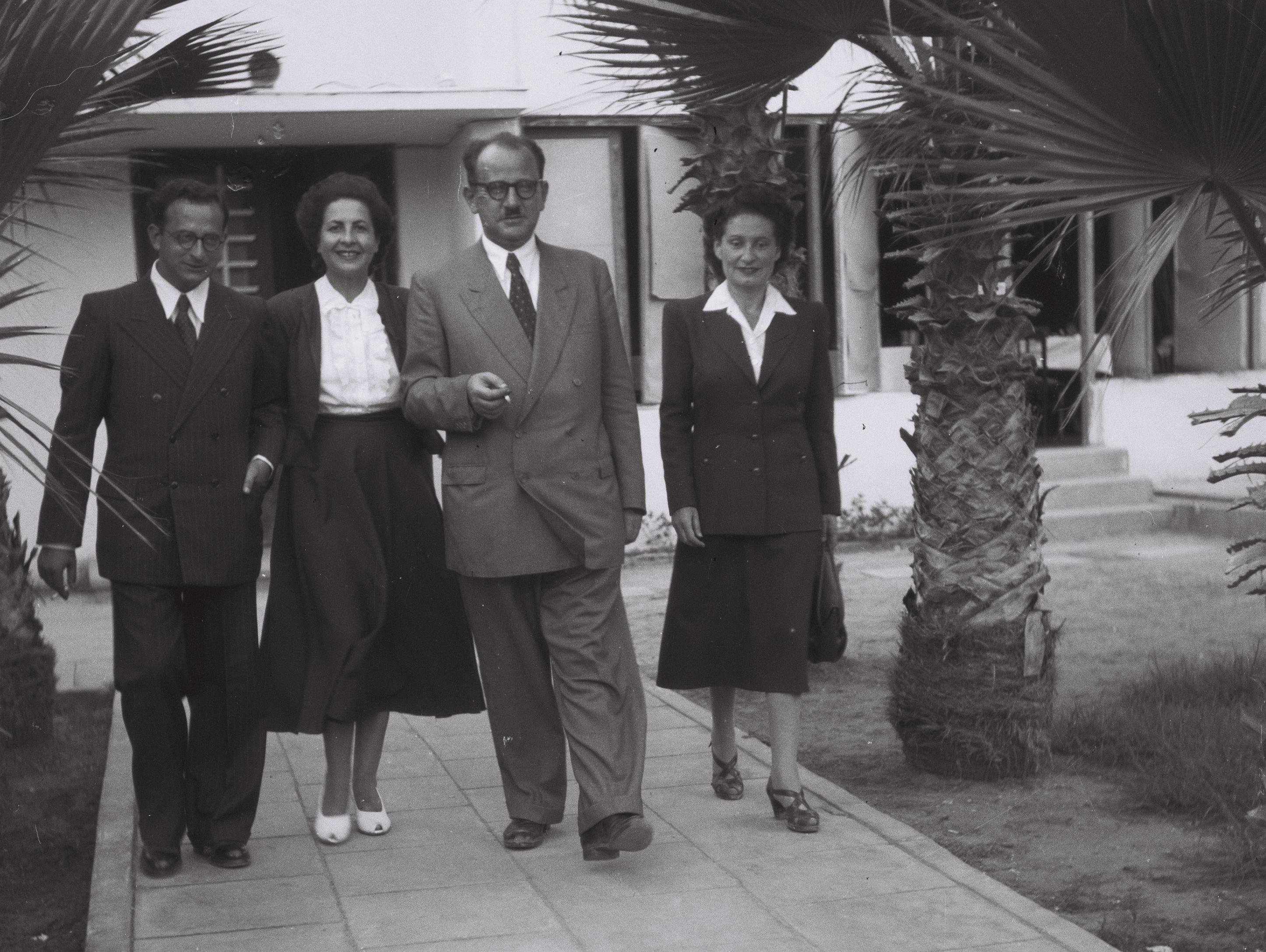
Yitzjak Navón encabezando una delegación israelí en Montevideo, octubre de 1949

El Estado de Israel fue proclamado el 14 de mayo de 1948 y, apenas cinco días después, Uruguay lo reconoció oficialmente, tras Estados Unidos, Guatemala y la Unión Soviética. El 11 de mayo de 1949, Uruguay, junto a otros seis países, votó a favor de su incorporación como miembro de las Naciones Unidas. La embajada de Israel en Montevideo fue la cuarta embajada israelí en ser inaugurada. Yaacov Tsur fue el primer nombrado como el primer embajador.
Originalmente, la embajada de Uruguay en Israel fue establecida en Tel Aviv. Sin embargo, en 1957, el Consejo Nacional de Gobierno resolvió trasladarla a Jerusalén, argumentando que, dado que la administración israelí se encontraba en esa ciudad, la representación diplomática uruguaya debía ubicarse allí también. No obstante, tras la aprobación de la Ley de Jerusalén en 1980, las autoridades de la dictadura cívico-militar decidieron reubicarla nuevamente en Tel Aviv.

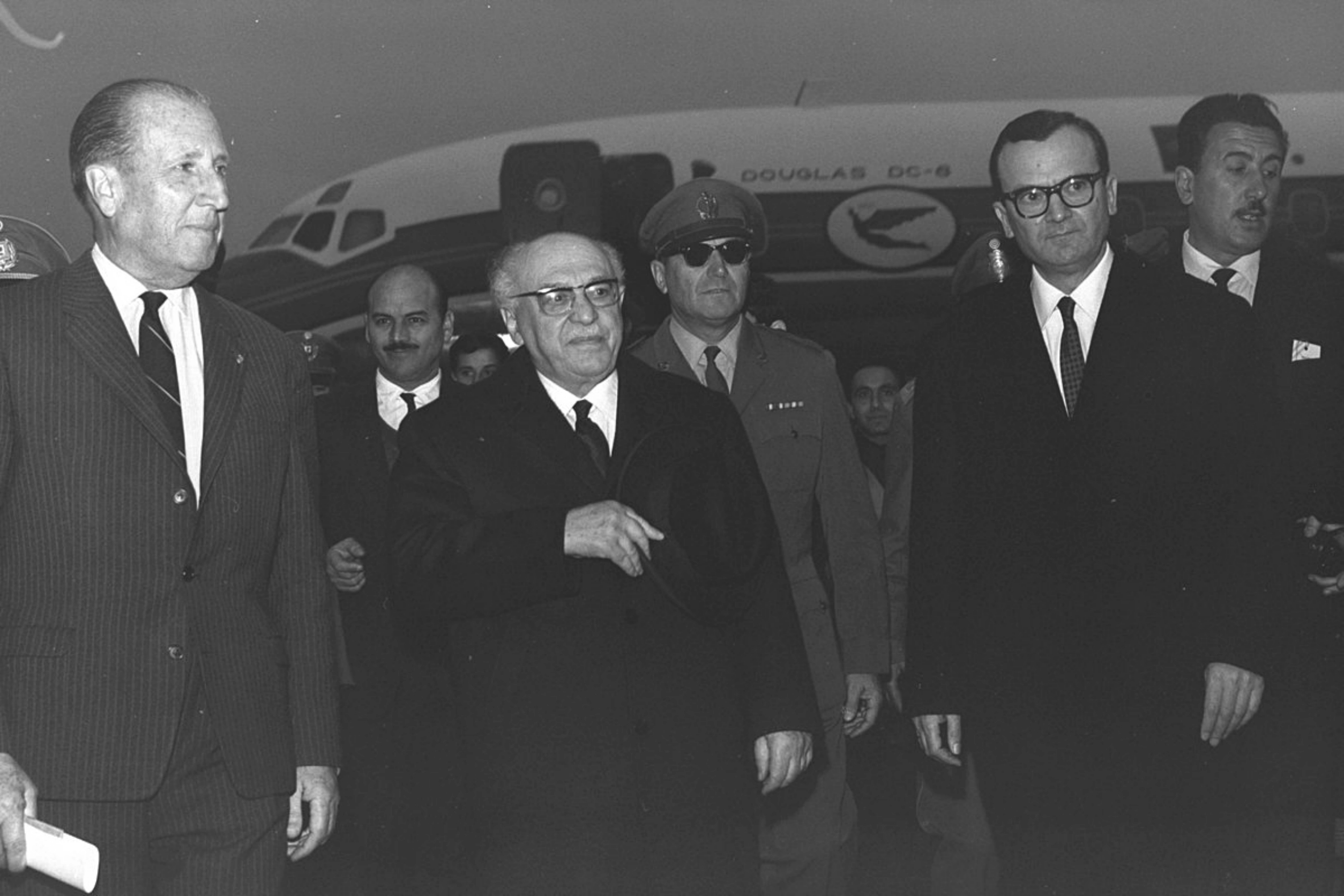
Zalman Shazar a su llegada al Aeropuerto Internacional de Carrasco, 1966

En 1966, Zalman Shazar fue el primer presidente israelí en visitar Uruguay. En el marco de la visita, ambos países firmaron un acuerdo de cooperación en el campo de la utilización de la energía atómica con fines pacíficos. Por su parte, en 1986, Julio María Sanguinetti se convirtió en el primer presidente uruguayo en realizar una visita oficial a Israel.

## Relaciones Comerciales

### Tratados vigentes

#### Tratado de libre comercio con Israel
Los presidentes firmaron el 16 de diciembre de 2007, durante la Cumbre en Montevideo un Tratado de Libre Comercio con Israel. El acuerdo con Israel, fue el primer TLC que el Mercosur firma desde su fundación en 1991, tras una negociación de dos años. «Es el primer tratado que firma el Mercosur en bloque con otro país. Esta es una negociación que demoró tiempo en llevarse adelante, pero que culminó felizmente», dijo en conferencia de prensa el canciller uruguayo, Reinaldo Gargano.
La alianza comercial cubre el 90 % del comercio, con un calendario de desgravaciones arancelarias progresivas de cuatro fases (inmediata, a 4, 8 y 10 años). Estos aranceles se eliminarán a los diez años para los productos agrícolas e industriales.

## Mashav (Becarios de Israel)

### Mashav Israel
El Centro de Cooperación Internacional (acrónimo hebreo: MASHAV) ha activado en el mundo en desarrollo desde fines de la década de los 50, asistiendo a los países a aliviar problemas de hambre, enfermedad y pobreza por medio de adiestramiento técnico y transferencia de tecnología. Los programas de MASHAV estimulan a los estudiantes a encontrar sus propias soluciones a los problemas y adaptarlas a sus respectivos valores culturales y sociales, a su potencial económico, sus recursos naturales y sus prioridades regionales.

### Club Shalom de Uruguay - AUDEBI
En Uruguay, el Club Shalom de Uruguay o Audebi (Asociación Uruguaya de ex-becarios de Israel). Fue fundada en el año 1990, posee personería jurídica y está integrada por uruguayos becados por el Estado de Israel para cursar estudios en múltiples disciplinas.

## Visitas de alto nivel
Visitas de alto nivel del Uruguay a Israel
- Presidente Zalman Shazar (1966)[24]
- Ministro de Relaciones Exteriores Isaac Shamir (1982)[25]
- Ministro de Industria y Comercio Eli Yishai (2008)[26]
- Vice primer ministro Gideon Sa'ar (2022)[27]
- Ministro de Relaciones Exteriores Eli Cohen (2023)[28]

Visitas de alto nivel del Uruguay a Israel
- Presidente Julio María Sanguinetti (1986)
- Presidente Julio María Sanguinetti (1998)[29]
- Presidente Tabaré Vázquez (2008)[30]
- Ministro de Relaciones Exteriores Rodolfo Nin Novoa (2016)[31]

## Embajadores de Israel en Uruguay
| Embajador          | Inicio de la misión | Fin de la misión | Cargo                                              | Enviado por                        |
| ------------------ | ------------------- | ---------------- | -------------------------------------------------- | ---------------------------------- |
| Moshé Tov          | 6.7.1948            |                  | Enviado Extraordinario                             | David Ben-Gurión                   |
| Jacob Tsur         | 25.1.1949           |                  | Enviado extraordinario y ministro plenipotenciario | David Ben-Gurión                   |
| Hindes Matitiahu   | 21.4.1955           | 13.2.1957        | Ministro                                           | Moshe Sharett                      |
| Arie Alon-Levi     |                     |                  |                                                    |                                    |
| Joel Barromi       | 15.2.1957           |                  | Encargado de Negocios A.I.                         | David Ben-Gurión                   |
| Arieh Eshel        | 1.7.1958            |                  | Embajador Extraordinario y Plenipotenciario        | David Ben-Gurión                   |
| Itzjak Harkavi     |                     |                  |                                                    |                                    |
| Zvi Neeman         | 9.5.1963            |                  | Encargado de Negocios A.I.                         | David Ben-Gurión                   |
| Yeshayahu Anug     | 4.10.1963           |                  | Embajador Extraordinario y Plenipotenciario        | Levi Eshkol                        |
| Hagay Dikan        | 1.12.1965           |                  | Embajador Extraordinario y Plenipotenciario        | Levi Eshkol                        |
| Gideon Tadmor      | 9.7.1968            |                  | Encargado de Negocios A.I.                         | Levi Eshkol                        |
| Yaacov Yinon       |                     | 21.7.1970        | Embajador Extraordinario y Plenipotenciario        | Golda Meir                         |
| Meir Shaham        | 13.11.1970          | 11.10.1972       | Embajador Extraordinario y Plenipotenciario        | Golda Meir                         |
| Dov B. Schmorak    |                     | 23.5.1975        | Embajador Extraordinario y Plenipotenciario        | Golda Meir                         |
| Aharon Ofri        | 12.8.1975           | 8.6.1979         | Embajador Extraordinario y Plenipotenciario        | Isaac Rabin                        |
| Nathaniel Matalon  | 26.9.1979           | 17.6.1984        | Embajador Extraordinario y Plenipotenciario        | Isaac Rabin                        |
| Menachem Karmi     | 31.10.1984          | 12.03.1987       | Embajador Extraordinario y Plenipotenciario        | Shimon Peres                       |
| Eliezer Palmor     | 26.3.1987           | 24.8.1989        | Embajador Extraordinario y Plenipotenciario        | Isaac Shamir                       |
| Avraham Toledo     | 23.10.1989          |                  | Embajador Extraordinario y Plenipotenciario        | Isaac Shamir                       |
| Mordekhai Artzieli |                     | 12.6.1995        | Embajador Extraordinario y Plenipotenciario        |                                    |
| Yair Ben-Shalom    | 6.7.1995            | 11.8.1997        | Embajador Extraordinario y Plenipotenciario        | Isaac Rabin                        |
| Yosef Arad         | 25.9.1997           | 19.8.2001        | Embajador Extraordinario y Plenipotenciario        | Benjamín Netanyahu                 |
| Joel Salpak        | 5.9.2001            | 24.8.2005        | Embajador Extraordinario y Plenipotenciario        | Ariel Sharón                       |
| Yoel Barnea        | 31.8.2005           | 24.7.2009        | Embajador Extraordinario y Plenipotenciario        | Ariel Sharón                       |
| Dori Goren         | 31.8.2009           | 29.7.2014        | Embajador Extraordinario y Plenipotenciario        | Benjamín Netanyahu                 |
| Nina Ben-Ami       | 4.12.2014           | 5.9.2018         | Embajadora Extraordinaria y Plenipotenciaria       | Benjamín Netanyahu                 |
| Galit Ronen        | 5.9.2018            | 21.10.2019       | Embajadora Extraordinario y Plenipotenciario       | Benjamín Netanyahu                 |
| Yoed Magen         | 21.10.2019          | 2023             | Embajador Extraordinario y Plenipotenciario        | Benjamín Netanyahu Naftalí Bennett |
| Michal Hershkovitz | 26.09.2023          | (En funciones)   | Embajadora Extraordinaria y Plenipotenciaria       | Benjamín Netanyahu                 |